# عائلة دو بونت

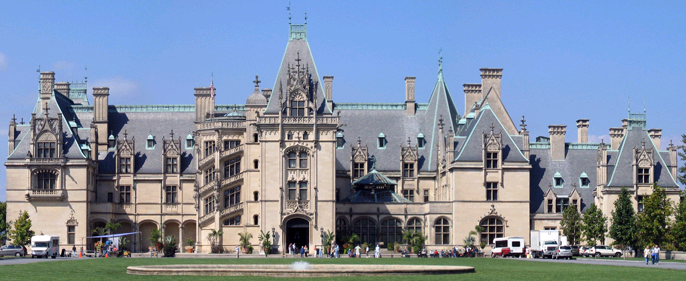
قصر أسرة دو بونت.

عائلة دو بونت هي عائلة أمريكية ينحدر أعضائها من بيير صامويل دو بونت (1739-1817). منذ القرن التاسع عشر كانت عائلة دو بونت واحدة من أغنى العائلات في أمريكا. وقد وصلت العائلة إلى مكانة اجتماعية بارزة في الولايات المتحدة من خلال الأعمال والاقتصاد والصناعة والسياسة والمجتمع. تعود أصول الأسرة إلى البروتستانت الهوغونوتيون الفرنسيين ودينيًا ينتمي أفراد عائلة عائلة دو بونت إلى الكنيسة الإصلاحيَّة والكنيسة الأسقفية الأمريكية. اعتبارًا من عام 2014 وصلت ثروة الأسرة إلى حوالي 15 مليار دولار أمريكي.
كان ابن بيير صامويل دو بونت إلوتير إرينيه دو بونت مؤسس شركة دو بونت دي نمور أيضًا كبير رائدي إحدى الأسر الأكثر نجاحًا وثراءً في الولايات المتحدة على مدار القرنين التاسع عشر والعشرين.